# Sfruz
Sfruz (Nones: Sfrúz) ist eine italienische Gemeinde (comune) mit 363 Einwohnern (Stand 31. Dezember 2023) in der Provinz Trient, Region Trentino-Südtirol. Die Gemeinde gehört der Talgemeinschaft Comunità della Val di Non an.

## Etymologie
Der Ort wurde erstmals 1243 als Fruzo schriftlich erwähnt. 1350 taucht der Name Frutz auf. Das Suffix könnte ein Diminutivaffix sein. Unklar ist nach Mastrelli Anzilotti der Wortstamm. Möglicherweise leitet sich der Name aus dem lateinischen forare (deutsch bohren) ab, auch wenn kein Bezug zu erkennen ist. Mastrelli Anzilotti schließt dagegen das lateinische forum (deutsch Marktplatz) ebenso aus, wie das im Trentino in der Toponomastik nicht vorkommende langobardische fara (deutsch Stamm, Sippe). Denkbar ist allerdings eine Herleitung aus dem keltischen *frutu → *srutu mit der Bedeutung „Sturzbach“.

## Wappen
Blasonierung: Im Schnitt schräg geteilt in blau und grün. Vorne eine weiße Kartoffelblüte, hinten ein ebenfalls weißer Kachelofen. Das Gemeindewappen wurde erst 1984 eingeführt und spielt auf die zwei charakteristischen Produkte der lokalen Wirtschaft an.

## Geographie
Sfruz liegt auf der orographisch linken Seite des mittleren Nonstals, etwa 30 km nördlich von Trient, auf einem mit Wiesen umgebenen Plateau auf 1012 m s.l.m., zwischen dem Monte Roen und dem Corno di Tres. Das Gemeindegebiet grenzt an die Gemeinde Predaia und an die Südtiroler Gemeinde Tramin. Auf dem Gemeindegebiet von Sfruz liegt das NATURA 2000 Schutzgebiet Valle del Verdes.

## Geschichte
In der Umgebung von Sfruz wurden Münzen und kleinere Statuen aus der Römerzeit gefunden. Nachgewiesen ist die Existenz einer römischen Nekropole bei Sfruz.  Eine Dorfgemeinschaft bestand seit dem Mittelalter, deren Ursprung aufgrund fehlender Dokumente allerdings nicht geklärt ist. Im Fürstbistum Trient bewahrte die Dorfgemeinschaft eine weitgehende Autonomie und verfügte mit der Carta di regola über ein eigenes Statut. Das älteste erhaltene Statut dieser Art ist mit 1529 datiert und regelte die Nutzung der Allmende, wie Waldflächen. Bis zur napoleonischen Epoche wurde das Statut mehrfach geändert und erweitert. Der Dorfgemeinschaft in Sfruz stand ein Dorfvorsteher vor, der in der Regel der Familie der Thun aus der Linie Castel Bragher angehörte. Der Reichsdeputationshauptschluss und die damit verbundenen Auflösung des Fürstbistums Trient beendete diese Form der Selbstverwaltung. Nach der Eingliederung in das Königreich Italien 1810 wurde die Gemeinde Sfruz erstmals aufgelöst und der Gemeinde Coredo angeschlossen.
Mit dem Anschluss an das Habsburgerreich nach dem Wiener Kongress 1815 wurde Sfruz 1818 wieder zu einer eigenständigen Gemeinde und gehörte dem Gerichtsbezirk Cles der Gefürsteten Grafschaft Tirol an. Mitte des 19. Jahrhunderts zählte Sfruz knapp 580 Einwohner und bestand aus 19 Häusern. Ende des 19. Jahrhunderts war die Anzahl der Einwohner auf über 750 angestiegen. Nach dem Ende des Ersten Weltkrieges und dem Anschluss an das Königreich Italien blieb die österreichische Gemeindeordnung bestehen und wurde 1923 durch die italienische Gemeindeordnung ersetzt. Im Zuge der 1927 verabschiedeten faschistischen Gemeindereform, auf deren Grundlage Gemeinden mit weniger als 2000 Einwohnern eingemeindet wurden, wurde die Gemeinde Sfruz 1929 aufgelöst und Sfruz zusammen mit Smarano und Tavòn erneut der Gemeinde Coredo angeschlossen. Der Zusammenschluss wurde 1952 rückgängig gemacht. Im Zuge der in der Provinz Trient durchgeführten Gemeindezusammenlegungen der 2010er Jahre, sollte Sfruz der 2015 neugegründeten Gemeinde Predaia angeschlossen werden. Dem Projekt widersetzte sich aber zunächst der Gemeinderat von Sfruz. Ein 2016 abgehaltenes Referendum, in dem die Bevölkerungen von Sfruz und Predaia über das Fusionsprojekt abstimmten, scheiterte schließlich am nicht erreichten Quorum in Predaia.

### Bevölkerungsentwicklung
| Jahr      | 1921 | 1931 | 1951 | 1961 | 1971 | 1981 | 1991 | 2001 | 2011 | 2021 |
| --------- | ---- | ---- | ---- | ---- | ---- | ---- | ---- | ---- | ---- | ---- |
| Einwohner | 565  | 447  | 381  | 332  | 294  | 292  | 271  | 275  | 323  | 364  |

Quelle: ISTAT

## Wirtschaft
Der landwirtschaftlich geprägte Ort war zwischen den 1930er und den 1970er Jahren für die Produktion von Kartoffeln bekannt. Die 1937 aus Schottland eingeführte Kartoffelsorte Majestic fand in Sfruz auf über 1000 m Höhe ideale Bedingungen vor, so dass die vormals auf den Eigenbedarf ausgerichtete Produktion sprunghaft anstieg. Die überschüssige Produktion wurde vor allem als Setzkartoffeln vermarktet.
Wesentlich ältere Wurzeln hat die Herstellung von Kachelöfen, die seit der Renaissance in Sfruz nachgewiesen ist. Der Bau von Kachelöfen fand im Laufe des 16. Jahrhunderts seinen Aufschwung, als während der Gegenreformation einige aus Faenza stammende und als Majolika-Töpfer tätige Anabaptisten in Sfruz Zuflucht fanden. Ab dem 18. Jahrhundert entstanden in Sfruz Kachelöfen aus dunkelgrünen Ofenkachel, die als „Sfruz-Grün“ Bekanntheit erlangten. Kachelöfen aus Sfruz fanden Abnehmer auch außerhalb des Bistums und wurden in verschiedene Habsburgische Länder und in die Lombardei verkauft. Fast jede Familie im Ort hatte sich auf den Bau von Kachelöfen spezialisiert und Werkstätten eingerichtet.

## Verkehr
Sfruz liegt an der Provinzstraße SP 7, die zwischen Dermulo und Sanzeno von der Strada Statale 43 dir della Val di Non abzweigt.

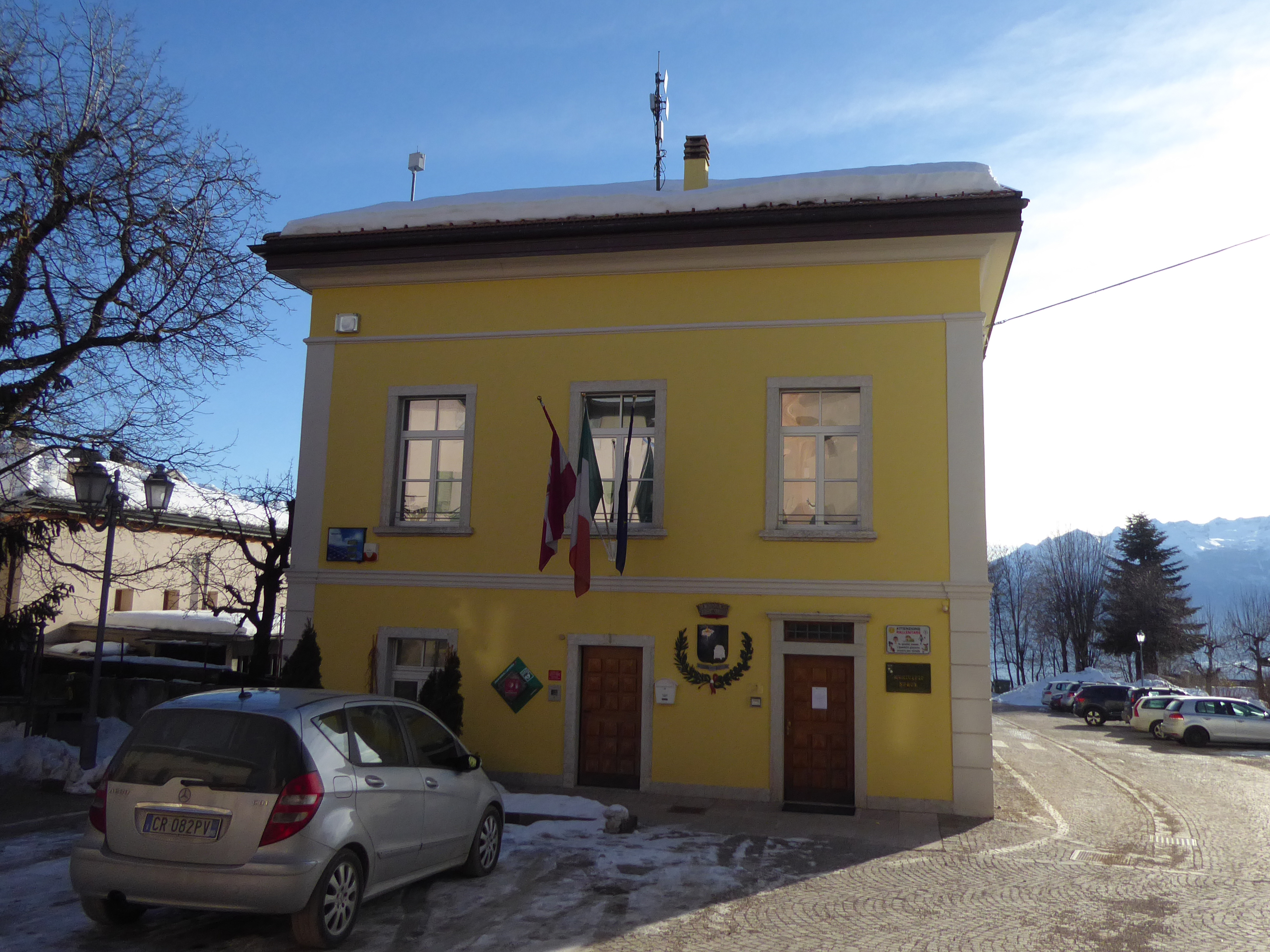
Rathaus
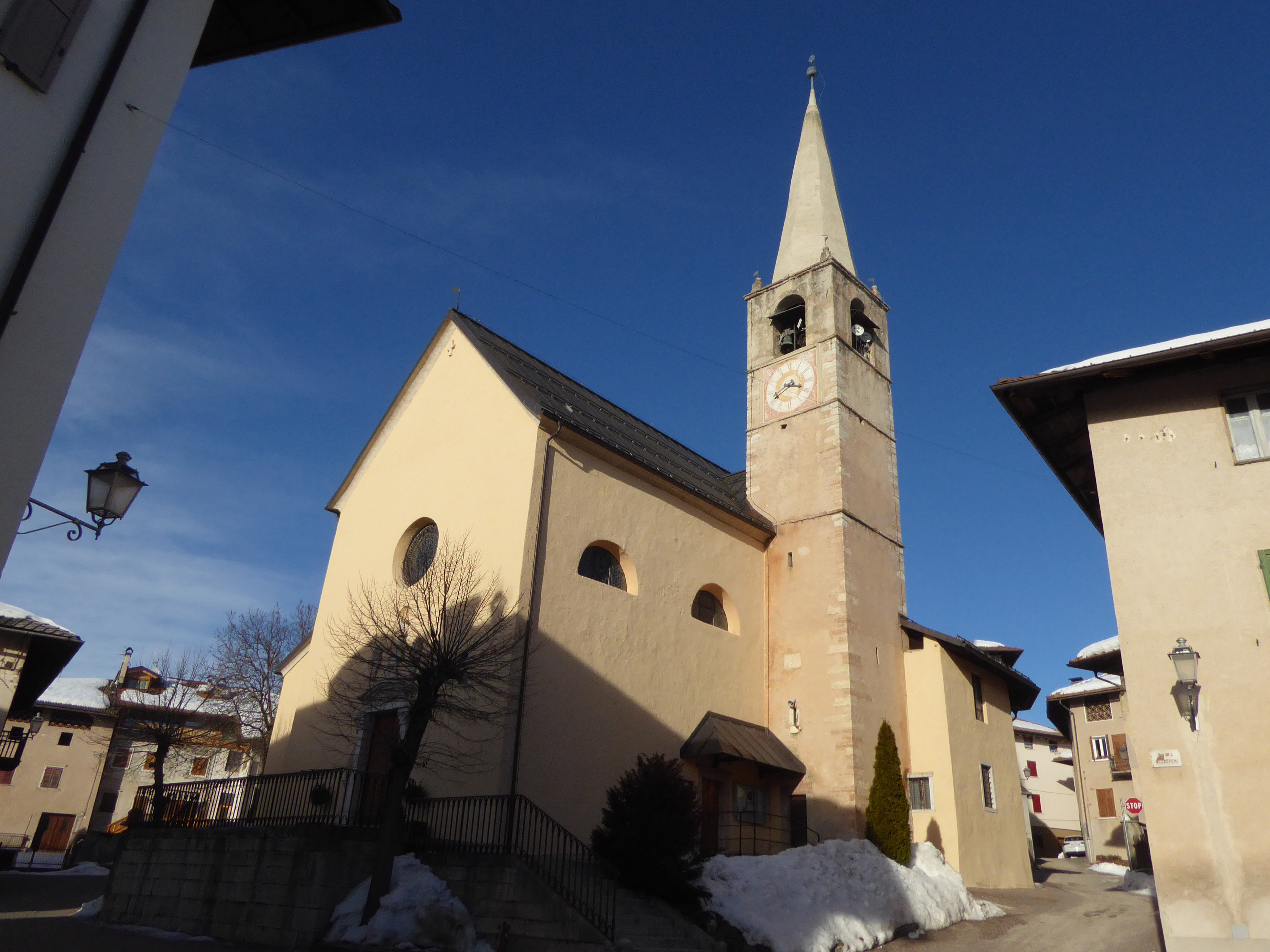
Pfarrkirche Sant’Agata

## Persönlichkeiten
- Guido Parteli (1895–1945), Emigrant, Antifaschist und politisch Verfolgter